# Oxymycterus inca
Oxymycterus inca és una espècie de mamífer rosegador de la família dels cricètids. Viu a altituds d'entre 400 i 2.500 msnm a Bolívia i el Perú. Els seus hàbitats naturals són les sabanes, els herbassars i els camps de conreu, incloent-hi zones pertorbades. És una espècie en risc mínim, és a dir, no sembla que hi hagi cap amenaça significativa per a la seva supervivència. El seu nom específic, inca, significa ‘inca’ en llatí.